# SBB Ae 6/6

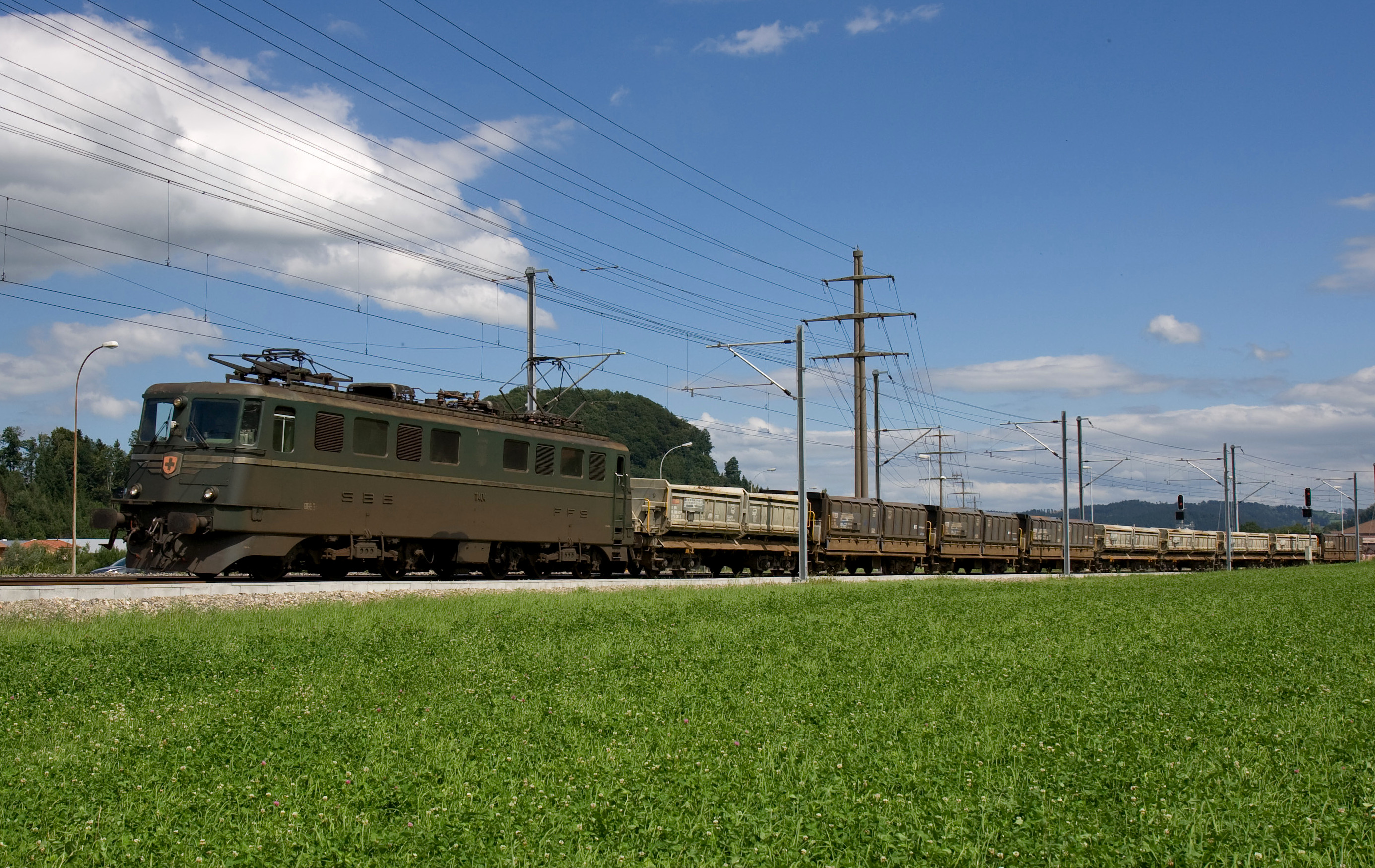
Ae 6/6 in grüner Farbgebung mit Chrom-Zierstreifen, aber mit fehlendem Kantonswappen (2008)

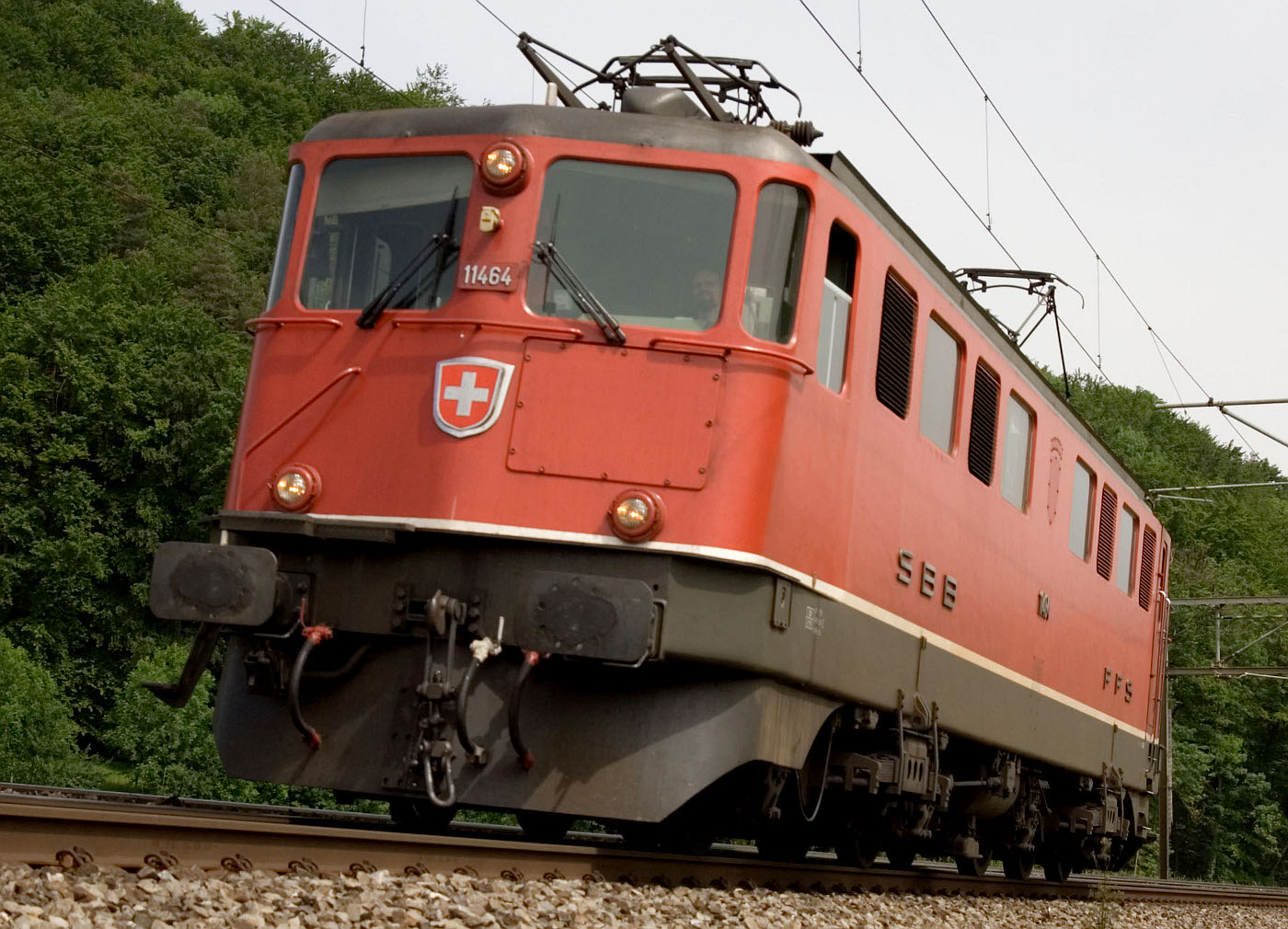
11464 „Erstfeld“, mit fehlendem Wappen (2007)

Die Ae 6/6, nach neuem Bezeichnungsschema Ae 610, sind Universallokomotiven der Schweizerischen Bundesbahnen. Die zwischen 1952 und 1966 gebauten 120 Lokomotiven werden aufgrund ihres früheren Einsatzgebietes den Gotthardlokomotiven zugeordnet.
Die ersten 25 Lokomotiven werden häufig als Kantonslokomotiven bezeichnet, da sie die Wappen der damals 25 Schweizer Kantone trugen. An den Lokkästen befinden sich Chrom-Zierlinien und an den Frontseiten ein Schnäuzchen. Diese Verzierung, begleitet von den Wappen an den Seitenwänden, fand grossen Anklang und machte diese leistungsstarken Maschinen europaweit berühmt. Die weiteren 95 Lokomotiven der Serie erhielten keine Chromverzierung, aber die Wappen der Kantonshauptorte sowie wichtiger Städte und Ortschaften.
Dort wo sich die Wappen befanden, war bei den Prototyplokomotiven zuerst die Fahrzeugnummer (11401, 11402) angebracht. Die Lokomotivtaufen wurden als festliche Anlässe durchgeführt. Ursprünglich waren die Maschinen Tannengrün lackiert. Heute haben etwa die Hälfte aller Lokomotiven einen roten Anstrich. Mit dieser Umlackierung wurde – und das nicht nur bei den Ae 6/6 – in den späten Achtzigerjahren begonnen.

## Vorgeschichte
In der Nachkriegszeit hatten die Schweizerischen Bundesbahnen ein zunehmendes Verkehrsvolumen zu bewältigen und sahen sich daher veranlasst, eine neue sechsachsige Drehgestelllokomotive vor allem für die Gotthardbahn zu beschaffen. Der Verkehr wurde bis dahin durch die SBB Ae 4/6, die SBB Ae 4/7 sowie die Ce 6/8 Krokodil-Lokomotive abgewickelt. Sie waren – aus heutiger Sicht – nur für sehr bescheidene Anhängelasten zugelassen. Dadurch waren am Gotthard Vorspanndienste nötig, die zeitraubend, unpraktisch und unwirtschaftlich waren.

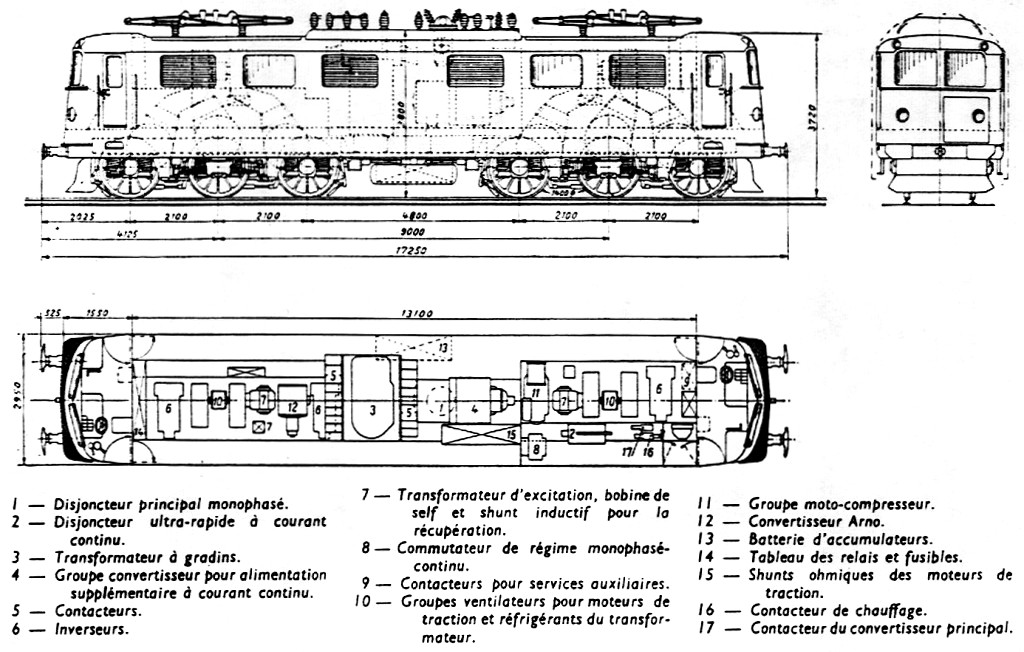
Typpenskizze der SNCF CC 6051 aus dem Jahre 1950.

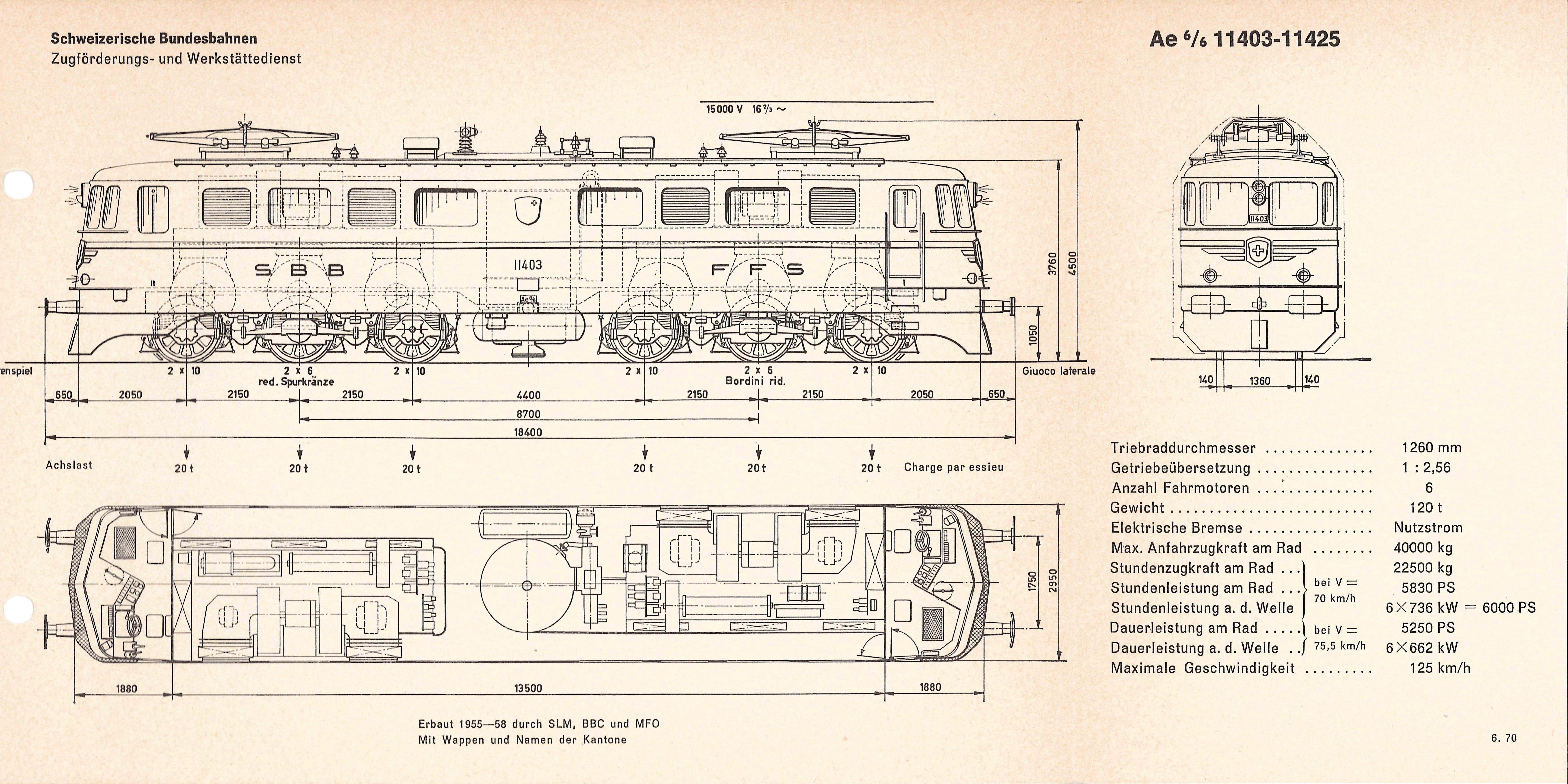
Typpenskizze der SBB Ae 6/6 11403–11425 aus dem Jahre 1955. Sie können ihre Ähnlichkeit mit der SNCF CC 6051 nicht leugnen.

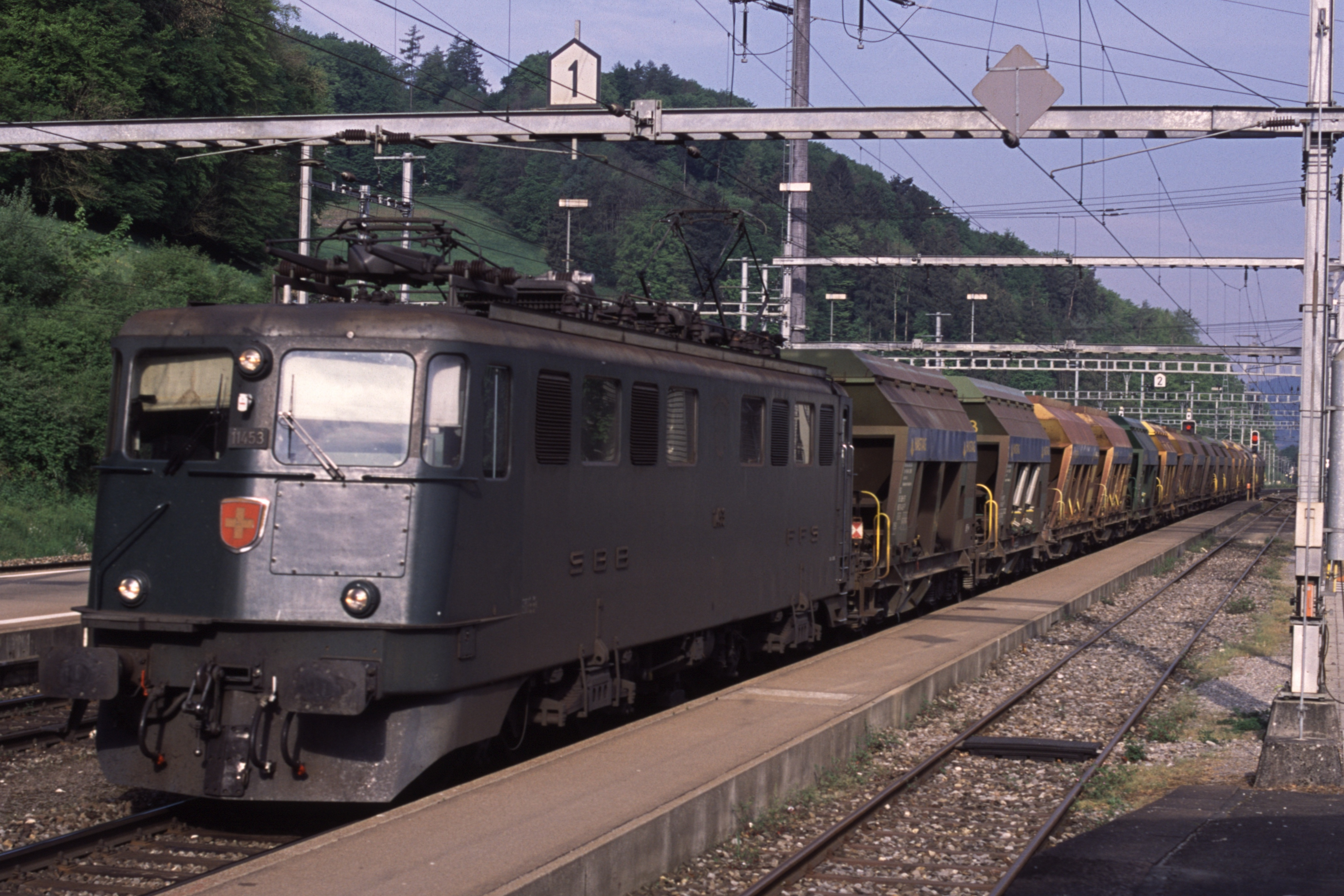
Ae 6/6 11453 mit Kieszug in Eglisau (2007)

Das aus SLM und BBC bestehende Konsortium, zu dem sich später die Maschinenfabrik Oerlikon gesellte, erhielt im Jahr 1949 den Zuschlag für den Bau von zwei Prototypen. Den beiden Prototypen vorausgegangen war die Lieferung der CC 6051 (später CC 20001) an die SNCF für das savoyische Netz, das mit 20'000 V (später 25'000 V) und 50 Hz elektrifiziert war. Die Maschine mit den beiden dreiachsigen Drehgestellen diente als Vorbild für den mechanischen Teil der Ae 6/6 und wurde bereits 1950 ausgeliefert.
Die technische Entwicklung der Ae 6/6 erwies sich als schwierige Aufgabe, so dass die Lokomotive 11401 erst am 4. September 1952 das Fabrikgebäude der BBC in Münchenstein in fahrtauglichem Zustand verlassen konnte. Sie wurde auf eine Probefahrt nach Zürich geschickt, wo sie gewogen wurde. Dabei stellte sich heraus, dass sie 124 t statt der vorgesehenen 120 t wog. Sie kehrte nach Münchenstein zurück und wurde vorerst technisch weiterentwickelt. Am 31. Januar 1953 folgte auch die Ae 6/6 11402.

## Anforderungen an die Ae 6/6
- Sechsachsige Drehgestelllokomotive, die vor Schnell- und Güterzügen einsetzbar ist,
- Stundenleistung bei 6 × 1000 PS bei 74 km/h; Dauerleistung bei 6 × 900 PS bei 78,5 km/h,
- Gesamtgewicht von maximal 120 t, Toleranz von ± 2 %,
- Beförderung von 600 t schweren Zügen bei 75 km/h auf den Steilrampen der Gotthardbahn,
- Beförderung von 750 t auf Bergstrecken mit bis zu 21 ‰ Steigung und 1450 t bei 10 ‰,
- als Vorspann- und Zwischenlokomotive bei Geschwindigkeiten zwischen 35 und 75 km/h einsetzbar; muss mit der Beförderung dieser Lasten wiederholt in der Steigung anfahren können,
- Zugkraft von 8 t bei 125 km/h und einer Fahrdrahtspannung von 15 kV,
- elektrische Rekuperationsbremse, die das Eigengewicht der Lokomotive und eine Anhängelast von 300 t in einem Gefälle von bis zu 20 ‰ dauernd abbremsen kann; Erhöhung der Bremskraft um 20 % während 5 Minuten,
- Einsetzbarkeit der elektrischen Bremse auch bei der Höchstgeschwindigkeit,
- Erhöhung der Leistung um 10 % über die Stundenleistung während 15 Minuten.

## Einsatz der Prototypen
Nach der Auslieferung folgten verschiedene Versuchs- und Extrafahrten. Die Maschinen erreichten die Anforderungen gemäss dem Pflichtenheft. Technische Probleme machten sich im Regeldienst bemerkbar. Bemängelt wurde immer wieder die schwache elektrische Bremse. Diese wurde wie im Pflichtenheft verlangt «nur» für das Abbremsen des Eigengewichtes und einer Last von maximal 300 t im Gefälle von bis zu 20 ‰ ausgelegt. Für die Serienproduktion wurde die elektrische Bremse weiterentwickelt.
Die beiden Prototypen versahen vorerst Regeldienste in einem Zweitagesprogramm auf der Gotthardbahn zwischen Luzern und Chiasso. Sie wurden im Depot Erstfeld stationiert. Wiederholt waren einzelne Fahrmotoren defekt. Da keine Ersatzmotoren beschafft worden waren, erhielten die betroffenen Lokomotiven vorübergehend einen Ballast, damit das Dienstgewicht noch stimmte. Sie mussten aber vom Gotthard abgezogen werden und wurden anstelle von Ae- 3/6-I- und Ae-4/7-Lokomotiven in anderen Regeldiensten eingesetzt. Sie wurden früher als die Ae-6/6-Serienlokomotiven vom Gotthard abgezogen, nämlich in den späten sechziger Jahren, als die in Erstfeld stationierten SBB Re 4/4 III schon im Einsatz waren. Sie waren daher nicht selten auch vor Regionalzügen anzutreffen, die sonst mit Ae 3/6 I oder Ae 4/7 bespannt waren. In den siebziger Jahren wurden sie technisch weiterentwickelt, erhielten aber nie die Qualität der Serienlokomotiven. Im Sommer 1980 wurden sie vom Depot Erstfeld nach Zürich versetzt. Die dortige Depotinspektion beabsichtigte im Januar 1997, die beiden Prototypen für Depotmanöver und als Druckluftspender im Depot Rorschach einzusetzen und somit aus dem Verkehr zu ziehen. Aufgrund ihrer besonderen Bauweise, die sie nur innerlich von den Serienlokomotiven unterscheidet, waren sie viel wartungsaufwändiger und im Betrieb gewissermassen ein Hindernis. Infolge des Triebfahrzeugmangels kamen sie aber innert kurzer Zeit wieder in den Regeldienst und wegen der Zuteilung aller Ae-6/6-Lokomotiven zu SBB Cargo fiel die Depotzuteilung weg.
Diese Prototypen hatten Drehgestelle mit starren Achsen, was im Kurvenlauf zu starkem Schienen- und Spurkranz-Verschleiß führte. Trotz anfänglicher technischer Mängel war man bei den SBB der Überzeugung, mit der Entwicklung der Ae 6/6 auf dem richtigen Weg zu sein. Nach Einbau seitenelastisch gelagerter Radsätze und Verkleinerung des Spurkranzes der mittleren Drehgestell-Räder konnte der Serienbau 1954 eingeleitet werden, dem 1955 die ersten Auslieferungen folgten.

## Schnellfahrversuche
Die SNCB plante Ende der 1960er Jahre den Bau einer 200 km/h schnellen sechsachsigen Lokomotive, die mit Drehgestellen nach Plänen von SLM ausgerüstet werden sollte. In diesem Zusammenhang wurde die Ae 6/6 11414 mit geänderten Drehgestellen ausgerüstet. Die doppelten Blattfedern der Wiege wurden durch Flexicoil-Schraubenfedern ersetzt und eine Tiefzuganlenkung eingebaut. Weiter wurde die Übersetzung auf 1:1,6 geändert. Die Lokomotive wurde am 11. Juni 1969 zusammen mit einem Messwagen in eigener Kraft nach Forchheim, Deutschland überführt. Auf der Strecke nach Bamberg wurden vom 16. Juni bis zum 24. Juni 1969 Schnellfahrversuche durchgeführt. Auf den fünf Fahrten wurden Geschwindigkeiten über 200 km/h erreicht.
Die erfolgreichen Versuche führten zu Lizenzverträgen mit der belgische Firma Ateliers Métallurgiques de Nivelles in Nivelles, welche Drehgestelle nach den Plänen von SLM für die belgischen Lokomotiven der Baureihen 20 und weiterer Baureihen verwendete.

## Betriebseinsatz bis in die 1960er Jahre

### Zusammenfassung
Zu den besten Zeiten, in den 1950er und 1960er Jahren, waren die Ae 6/6 die Gotthardlokomotive schlechthin sowohl im Reise- wie auch im Güterverkehr. Sie waren auch am Simplon im Einsatz. Sie wurden im Turnus dort eingesetzt, damit die Revision durch die Hauptwerkstätte Bellinzona gesichert war. In den späten Sechzigerjahren wurden die beiden Prototypen vom Gotthard abgezogen; später folgten auch viele Serienlokomotiven. Sie wurden ins Flachland versetzt, da neuere, leistungsfähigere Lokomotiven auf dem Gotthard eingesetzt wurden. Seit den 1990er Jahren wurden die Ae 6/6 fast nur noch im Güterverkehr eingesetzt, da sie für Reisezüge zu langsam waren.

### Loktaufen
Auch die Extrafahrten anlässlich der Loktaufen gehörten zum Betriebseinsatz der Ae 6/6. Man übernahm einen Brauch aus England, indem man die Lokomotiven mit Kantons- und Gemeindewappen schmückte. Das waren festliche Anlässe, und jeder Kanton erhielt «seine» eigene Ae 6/6. Die Fahrzeuge 11426 bis 11520 erhielten Gemeindewappen von Kantonshauptorten und von wichtigen Verkehrszentren.
| Schweizer Kantone 11401–11425 | Schweizer Kantone 11401–11425 | Schweizer Kantone 11401–11425 |       | Schweizer Kantons-Hauptorte 11426–11450 | Schweizer Kantons-Hauptorte 11426–11450 | Schweizer Kantons-Hauptorte 11426–11450 |       | andere Schweizer Regionen 11451–11520 | andere Schweizer Regionen 11451–11520 | andere Schweizer Regionen 11451–11520 | andere Schweizer Regionen 11451–11520 | andere Schweizer Regionen 11451–11520 | andere Schweizer Regionen 11451–11520 | andere Schweizer Regionen 11451–11520 |
| 11401                         |                               | Ticino                        | 11426 |                                         | Stadt Zürich                            | 11451                                   |       | Winterthur                            |                                       | 11486                                 |                                       | Burgdorf                              |                                       |                                       |
| 11402                         |                               | Uri                           | 11427 |                                         | Stadt Bern                              | 11452                                   |       | Baden                                 | 11487                                 |                                       | Langenthal                            |                                       |                                       |                                       |
| 11403                         |                               | Schwyz                        | 11428 |                                         | Stadt Luzern                            | 11453                                   |       | Arth-Goldau                           | 11488                                 |                                       | Mendrisio                             |                                       |                                       |                                       |
| 11404                         |                               | Luzern                        | 11429 |                                         | Altdorf                                 | 11454                                   |       | Yverdon                               | 11489                                 |                                       | Airolo                                |                                       |                                       |                                       |
| 11405                         |                               | Nidwalden                     | 11430 |                                         | Schwyz (Gemeinde)                       | 11455                                   |       | Biel/Bienne                           | 11490                                 |                                       | Rotkreuz                              |                                       |                                       |                                       |
| 11406                         |                               | Obwalden                      | 11431 |                                         | Sarnen                                  | 11456                                   |       | Olten                                 | 11491                                 |                                       | Wohlen                                |                                       |                                       |                                       |
| 11407                         |                               | Aargau                        | 11432 |                                         | Stans                                   | 11457                                   |       | Romanshorn                            | 11492                                 |                                       | Emmen                                 |                                       |                                       |                                       |
| 11408                         |                               | Solothurn                     | 11433 |                                         | Glarus                                  | 11458                                   |       | Rorschach                             | 11493                                 |                                       | Sissach                               |                                       |                                       |                                       |
| 11409                         |                               | Basel-Land                    | 11434 |                                         | Stadt Zug                               | 11459                                   |       | Chiasso                               | 11494                                 |                                       | Schlieren                             |                                       |                                       |                                       |
| 11410                         |                               | Basel-Stadt                   | 11435 |                                         | Fribourg                                | 11460                                   |       | Lugano                                | 11495                                 |                                       | Bülach                                |                                       |                                       |                                       |
| 11411                         |                               | Zug                           | 11436 |                                         | Stadt Solothurn                         | 11461                                   |       | Locarno                               | 11496                                 |                                       | Stadt Wil                             |                                       |                                       |                                       |
| 11412                         |                               | Zürich                        | 11437 |                                         | Stadt Basel                             | 11462                                   |       | Biasca                                | 11497                                 |                                       | St. Margrethen                        |                                       |                                       |                                       |
| 11413                         |                               | Schaffhausen                  | 11438 |                                         | Liestal                                 | 11463                                   |       | Göschenen                             | 11498                                 |                                       | Buchs SG                              |                                       |                                       |                                       |
| 11414                         |                               | Bern/Berne                    | 11439 |                                         | Stadt Schaffhausen                      | 11464                                   |       | Erstfeld                              | 11499                                 |                                       | Sargans                               |                                       |                                       |                                       |
| 11415                         |                               | Thurgau                       | 11440 |                                         | Herisau                                 | 11465                                   |       | Oerlikon                              | 11500                                 |                                       | Landquart                             |                                       |                                       |                                       |
| 11416                         |                               | Glarus                        | 11441 |                                         | Appenzell                               | 11466                                   |       | Sursee                                | 11501                                 |                                       | Renens                                |                                       |                                       |                                       |
| 11417                         |                               | Fribourg/Freiburg             | 11442 |                                         | Stadt St. Gallen                        | 11467                                   |       | Zofingen                              | 11502                                 |                                       | Nyon                                  |                                       |                                       |                                       |
| 11418                         |                               | St. Gallen                    | 11443 |                                         | Chur                                    | 11468                                   |       | Lenzburg                              | 11503                                 |                                       | Payerne                               |                                       |                                       |                                       |
| 11419                         |                               | Appenzell I.R.                | 11444 |                                         | Aarau                                   | 11469                                   |       | Thalwil                               | 11504                                 |                                       | Le Locle                              |                                       |                                       |                                       |
| 11420                         |                               | Appenzell A.R.                | 11445 |                                         | Frauenfeld                              | 11470                                   |       | Brugg                                 | 11505                                 |                                       | Lyss                                  |                                       |                                       |                                       |
| 11421                         |                               | Grischun/Graubünden           | 11446 |                                         | Bellinzona                              | 11471                                   |       | Pratteln                              | 11506                                 |                                       | Grenchen                              |                                       |                                       |                                       |
| 11422                         |                               | Vaud/Waadt                    | 11447 |                                         | Lausanne                                | 11472                                   |       | Brig                                  | 11507                                 |                                       | Wildegg                               |                                       |                                       |                                       |
| 11423                         |                               | Valais/Wallis                 | 11448 |                                         | Sion                                    | 11473                                   |       | Saint-Maurice                         | 11508                                 |                                       | Wettingen                             |                                       |                                       |                                       |
| 11424                         |                               | Neuchâtel                     | 11449 |                                         | Neuchâtel (Stadt)                       | 11474                                   |       | Vevey                                 | 11509                                 |                                       | Gossau SG                             |                                       |                                       |                                       |
| 11425                         |                               | Genève                        | 11450 |                                         | Ville de Genève                         | 11475                                   |       | Vallorbe                              | 11510                                 |                                       | Rheinfelden                           |                                       |                                       |                                       |
| 11483                         |                               | Jura                          | 11482 |                                         | Delémont                                | 11476                                   |       | Les Verrières                         | 11511                                 |                                       | Dietikon                              |                                       |                                       |                                       |
|                               |                               |                               |       |                                         |                                         |                                         | 11477 |                                       | Martigny                              | 11512                                 |                                       | Horgen                                |                                       |                                       |
| 11478                         |                               | Sierre                        | 11513 |                                         | Wallisellen                             |                                         |       |                                       |                                       |                                       |                                       |                                       |                                       |                                       |
| 11479                         |                               | Visp                          | 11514 |                                         | Weinfelden                              |                                         |       |                                       |                                       |                                       |                                       |                                       |                                       |                                       |
| 11480                         |                               | Montreux                      | 11515 |                                         | Kreuzlingen                             |                                         |       |                                       |                                       |                                       |                                       |                                       |                                       |                                       |
| 11481                         |                               | La Chaux-de-Fonds             | 11516 |                                         | Baar                                    |                                         |       |                                       |                                       |                                       |                                       |                                       |                                       |                                       |
| 11482                         |                               | Delémont                      | 11517 |                                         | Brunnen                                 |                                         |       |                                       |                                       |                                       |                                       |                                       |                                       |                                       |
| 11483                         |                               | Porrentruy                    | 11518 |                                         | Flüelen                                 |                                         |       |                                       |                                       |                                       |                                       |                                       |                                       |                                       |
| 11484                         |                               | Romont                        | 11519 |                                         | Giubiasco                               |                                         |       |                                       |                                       |                                       |                                       |                                       |                                       |                                       |
| 11485                         |                               | Thun                          | 11520 |                                         | Langnau i. E.                           |                                         |       |                                       |                                       |                                       |                                       |                                       |                                       |                                       |

## Betriebseinsatz bis in die 1990er Jahre

### Zusammenfassung
1971 wurden die Ae 6/6 durch die neue SBB Re 4/4 III auf der Gotthardstrecke etwas entlastet. Echte Konkurrenz bekamen sie jedoch ab 1975 durch die SBB Re 6/6, die als ihr Nachfolge-Typ vorgesehen war und eine fast 70 % höhere Leistung hat.
Der ehemalige Star des Gotthards wurde damit in niedergeordnete Dienste verdrängt und seither meist im Mittelland und im Jura und seit Mitte der 1990er Jahre fast nur noch im Güterverkehr eingesetzt. Dies, da er für den schnellen Reiseverkehr mit der von 125 km/h auf 120 km/h herabgesetzten Höchstgeschwindigkeit zu langsam ist.
Eine Ausnahme bildeten die von der BLS gemieteten einstigen Gotthardlokomotiven, die zur Fahrt über den Lötschberg sogar noch vor InterCity-Züge gespannt wurden.

### Baukastensystem
Die Serienlokomotiven 11403–11520 wurden nach dem sogenannten Baukastensystem erstellt. Obwohl sie teils in schwere Unfälle verwickelt waren, konnten sie innert kurzer Zeit wieder instandgestellt werden. Da die Prototyplokomotiven 11401 und 11402 verschiedentlich anders konstruiert sind, konnten sie von diesem Baukastensystem nur wenig profitieren.

### Unfälle
In der Nacht vom 29. auf den 30. Juli 1988 kollidierte die Ae 6/6 11413, die den Güterzug 53048 zog, in Effingen mit einer Baumaschine. Sie musste in der Folge einer Hauptrevision unterzogen werden und war am 28. Februar 1989 wieder in Betrieb.
Am 12. April 1989 kam es in Winterthur zu einer Flankenfahrt zwischen der SBB Ae 6/6 11401 und der SBB Re 4/4 II 11287. Da für die Serienlokomotiven ein ausreichendes Ersatzteillager angelegt wurde, konnten diese nach Unfällen innert kurzer Zeit wieder instandgestellt werden. Da es sich diesmal um eine Prototyplokomotive handelte, erwies sich die Aufarbeitung als viel komplizierter. Die Lokomotivabteilung der Hauptwerkstätte in Bellinzona zeigte sich mit dem Abbruch der Lokomotive einverstanden. Allerdings wehrten sich Eisenbahnfreunde für den Erhalt dieser allerersten Ae 6/6-Lokomotive, so dass sie dennoch eine Hauptrevision, eine R3, erhielt. Es war die aufwändigste und teuerste Revision aller Zeiten. Im Jahr 1991 wurde die Ae 6/6 «Ticino» wieder in den Regeldienst entlassen.

### Kantonslok Jura
Nach der Gründung des Kantons Jura 1979 sollte auch dieser Kanton seine eigene «Kantonslok» bekommen. Da aber die letzte Ae 6/6 bereits 1966 abgeliefert worden war, stieg die Städtelok 11483 Porrentruy zur Kantonslok Jura auf. Sie erhielt zwar das Kantonswappen Jura, aber nicht die Chrom-Zierlinien und das «Schnäuzchen».
Das Wappen Porrentruy erbte die SBB Re 4/4II 11239.

## 21. Jahrhundert

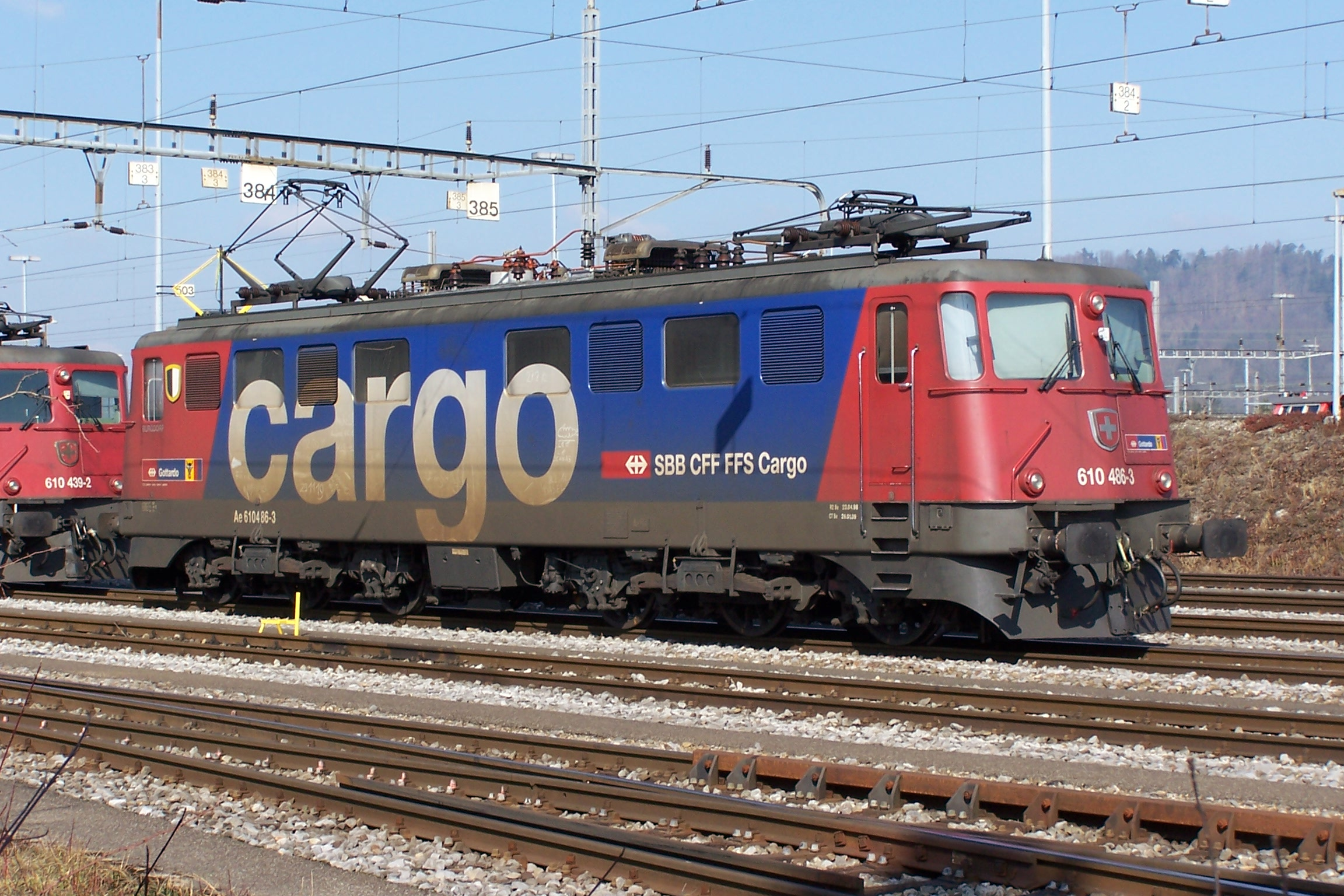
Ae 610 486 in der SBB-Cargo-Lackierung

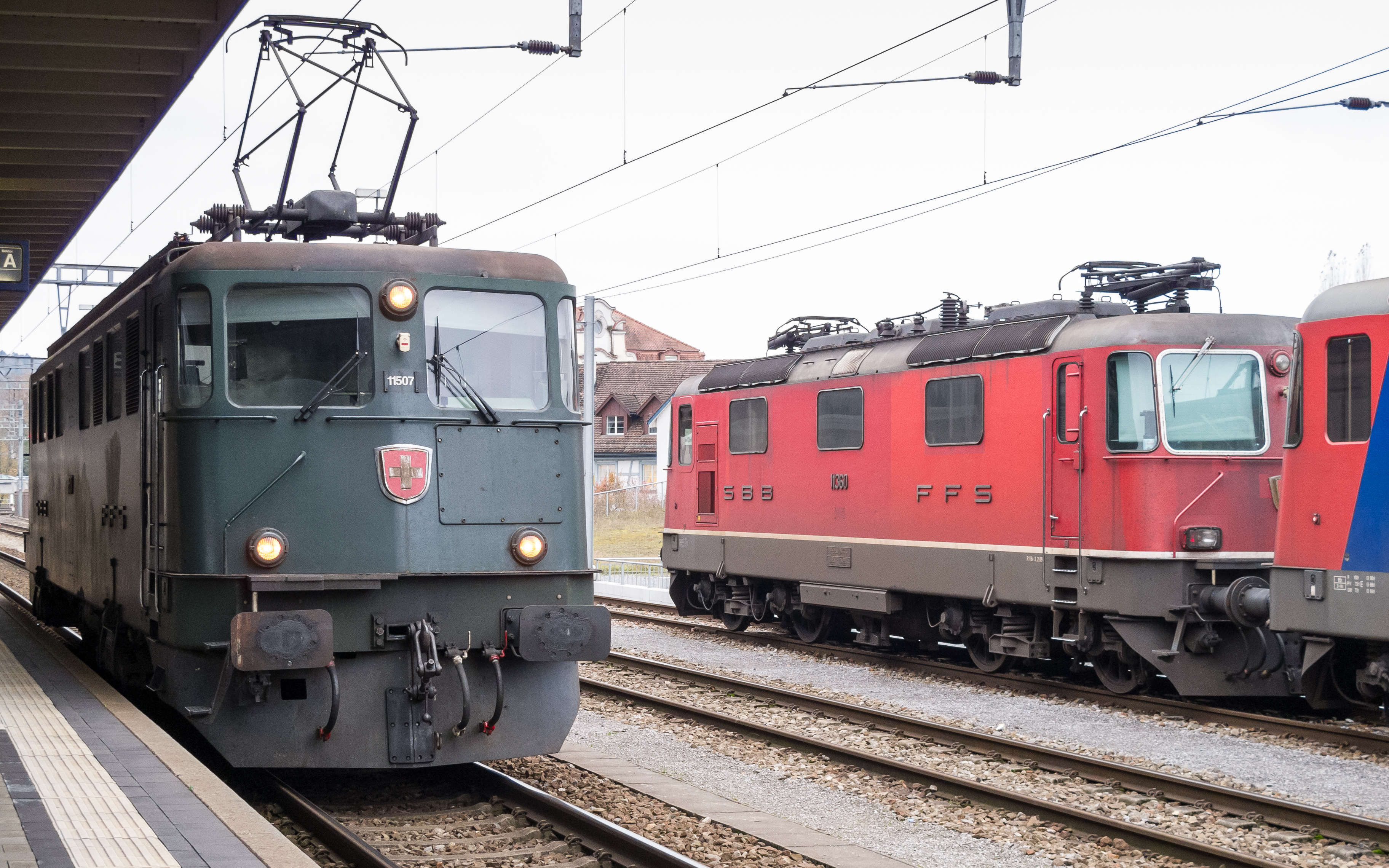
Ae 6/6 11507 und Re 4/4 III in Frauenfeld (Nov. 2012)

1999 wurden auf Grund der Restrukturierung bei den SBB alle 120 Lokomotiven in die Division Güterverkehr (SBB Cargo) eingeteilt. Im Güterverkehr war die Ae 6/6 weiterhin eine sehr zuverlässige Lokomotive. Da die Ae 6/6 Drehgestelle mit je drei Achsen enthalten, haftet an ihnen der Makel von «Schienenmördern». Der Unmut wurde besonders aufgrund von Güterfahrten auf der zur Chemins de fer du Jura (CJ) gehörenden Strecke Porrentruy–Bonfol laut. Diese Strecke hat einen minimalen Kurvenradius von bloss 222 m; auf den Hauptstrecken der SBB sind es minimal 300 m.
Als grösster Nachteil der Ae 6/6 wird häufig die fehlende Vielfachsteuerung erwähnt. Bisherige Pläne eines Umbaus wurden verworfen und aufgrund der ungewissen Restlebensdauer auch nicht weiter verfolgt. Für die jüngeren Lokomotiven wurde die Ausrüstung mit der Führerstandssignalisierung (FSS) erwogen.
Die noch betriebsfähigen Serienloks waren zuletzt vor Nahgüterzügen anzutreffen und standen tagsüber meist in den grossen Rangierbahnhöfen. Im März 2007 gab SBB Cargo bekannt, dass eine grössere Anzahl von Ae 6/6 eine Neubemalung im sogenannten «Cargo-Look» erhalten und noch mindestens bis zur Inbetriebnahme des Gotthard-Basistunnels in Betrieb bleiben sollen. Die erste umlackierte Lokomotive war – abgesehen von der Denkmallokomotive Ae 610 492 – die Ae 610 486 «Burgdorf».
Am 5. Juli 2012 veröffentlichte SBB Cargo das neue Flottenkonzept, welches die Ausmusterung der noch im Betrieb stehenden, rund 40 Ae 6/6 bis Ende 2013 vorsah. Ihre verbliebenen Dienste sollten durch Re 620 und Re 420 übernommen werden. Im Dezember 2013 stellte SBB Cargo die letzte Ae 610 ausser Dienst. Die Lokomotiven, die nicht SBB Historic übergeben wurden, wurden verschrottet.

### Wappendiebstähle
Unbekannte, bei denen es sich um Trophäenjäger handeln dürfte, verschafften sich im Jahr 2006 illegal nachts Zugang zu mehreren Rangierbahnhöfen und demontierten unerlaubt Wappen und Schweizerkreuze von sämtlichen Lokomotiven. Um weitere Diebstähle zu verhindern, ordneten die SBB an, bei allen Ae-6/6-Lokomotiven die Wappen zu entfernen und zu archivieren. Die Lokomotiven im neuen SBB-Cargo-Design erhielten neue Wappen jeweils beim Führerstand auf der linken Seite.

### Unfall in Kaiseraugst
Aufsehen erregte die Ae 6/6 11437 «Stadt Basel», die als Lokzug am 1. Mai 2006 beim Bahnhof Kaiseraugst ein auf Halt stehendes Zwergsignal auf einem Rangiergleis überfuhr und auf einer Schutzweiche entgleiste. Die Lokomotive endete dadurch in Schräglage im Schotterbett neben den Streckengleisen.
Üblicherweise werden solche buchhalterisch bereits abgeschriebenen Unfallfahrzeuge nicht mehr instandgestellt. Die Fahrzeuge von SBB Cargo werden in das hierfür zuständige Industriewerk Bellinzona überführt und als Ersatzteilspender ausgeschlachtet. Bei dieser Lokomotive waren aber keine grossen Schäden entstanden, so dass die Ae 6/6 11437 «Stadt Basel» nach einer Aufarbeitung in Bellinzona wieder in Betrieb genommen werden konnte.

## Verbleib ausrangierter Lokomotiven

### Zusammenfassung
2002 wurde die erste Lokomotive dieser Serie, die 11410 «Basel-Stadt» unfallbedingt ausrangiert und abgebrochen. Dies geschah, nachdem ihr bei einer Flankenfahrt in Dietikon die Seitenwand aufgerissen worden war. Seither wurden mehrere Maschinen, darunter auch die Prototypen 11402 «Uri» und 11401 «Ticino» ausrangiert.
2002 war die 11401 «Ticino» kurz nach ihrem 50. Geburtstag zu Gast am Tag der offenen Tür auf dem Rangierbahnhof Muttenz. Nach einem Kabelbrand wurde sie am 11. September 2003 ausrangiert. Danach stand sie monatelang auf einem fahrdrahtlosen Abstellgleis beim Lokomotivfriedhof von Biasca – anfänglich mit einigen andern Ae 6/6, die kurz darauf, von der Öffentlichkeit unbemerkt, abgebrochen wurden. Dasselbe Schicksal ereilte die 11433, die in Bellinzona abgestellt war. In Biasca abgestellt war auch die 11412, die im Dezember 2006 dem Schrotthändler übergeben wurde.
Das Schicksal ausrangierter Ae-6/6-Lokomotiven sorgt bei Eisenbahnfreunden regelmässig für Aufsehen.

### Prototyplokomotive 11401
Zuletzt war nur noch die 11401 «Ticino» in Biasca abgestellt und mit Radschuhen gesichert. Sie gehört seit dem 12. Juni 2006 der SBB Historic, die sie ab dem Dezember 2006 langfristig an den Club del San Gottardo vermietete. Eisenbahnfreunde machten geltend, dass an dieser und andern Ae 6/6-Lokomotiven das Schweizerkreuz und das Kantonswappen nicht mehr vorhanden waren. Gemäss Angaben der SBB werden die demontierten Teile zusammen mit dem Fahrzeug dem Käufer übergeben. Im Juli 2007 wurde die «Tessiner Ae 6/6» nach Bellinzona überführt. Sie war dort remisiert und man wollte mit der Wiederinstandstellung beginnen. Die Kosten erwiesen sich aber als viel höher als budgetiert, und es erwies sich als schwierig, die richtigen Ersatzteile zu erhalten. Ausserdem machten sich Risse in den Speichen bemerkbar. Seit dem 20. Mai 2010 befindet sich diese Lokomotive bei der Schienenverkehrsgesellschaft Stuttgart in Horb am Neckar.

### Ae 6/6 an SBB Historic
Der Stiftung Historisches Erbe der SBB (SBB Historic) wurde bereits die Ae 6/6 11402 «Uri» übergeben, die für das Gotthard-Jubiläum 2007 wieder mit ihrem ursprünglichen, tannengrünen Anstrich hergerichtet und danach im Depot Erstfeld stationiert wurde. Ebenfalls im Dienst von SBB Historic stehen die Ae 6/6 11411 «Zug» (Farbe tannengrün, Standort Erstfeld), und 11425 «Genf» (Standort Olten).
Die Ae 6/6 11405 «Nidwalden» wurde von SBB Historic als Ersatzteilspender übernommen und zunächst in Olten abgestellt. Nach Ausbau noch brauchbarer Teile für die Ae 6/6 «Aargau», die sich in der Obhut des Vereins Mikado befindet, wurde sie am 10. Januar 2012 zum Abbruch nach Kaiseraugst überführt.
Im Herbst 2011 übernahm SBB Historic zudem die Ae 6/6 11456 «Olten». Sie war in Olten stationiert und sollte im letzten Betriebszustand fahrfähig erhalten bleiben. Es handelte sich um die einzige Städtelokomotive im Bestand der historischen Ae 6/6. Nachdem sich das Team 10439 im Jahr 2018 entschlossen hatte, die Lokomotive nicht aufzuarbeiten, entschied sich SBB Historic, sie nicht zu erhalten. Die Maschine wurde im August 2019 nach Kaiseraugst zum Abbruch überführt.
Die Ae 6/6 11407 «Aargau» wurde 2009 von SBB Historic an den Verein «Mikado 1244» als Leihgabe abgegeben. Seit 24. Mai 2014 kann die weitgehend in den Ursprungszustand versetzte Lokomotive wieder eingesetzt werden. Seit unbekannter Zeit ist die Lok nun auch im Eigentum des Vereins Mikado 1244.
Die Ae 6/6 11416 «Glarus» wurde von SBB Historic als Ersatzteilspender genutzt. Sie war dazu unter anderem in Vallorbe und Olten abgestellt. Am 3. März 2023 wurde sie dann durch die historische Ae 6/6 11425 «Genf» zum Abbruch nach Kaiseraugst überführt.

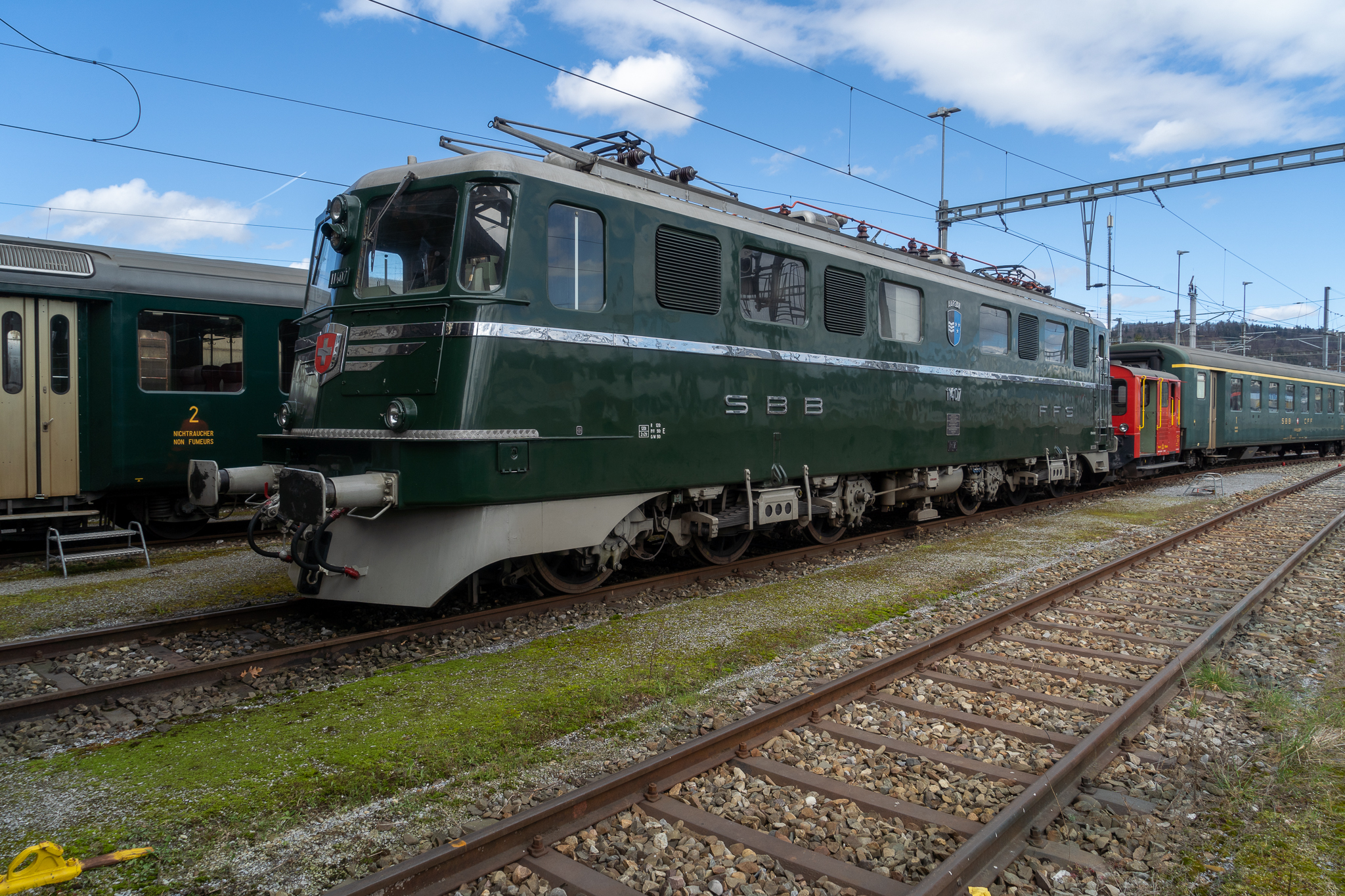
Ae 6/6 Aargau in Brugg

Die Ae 6/6 11421 «Graubünden» wurde von SBB Historic an den «Verein Erhalt historische Elektrolokomotive Ae 6/6 11403» als Leihgabe abgegeben. Der Widerspruch im Vereinsnamen und der Loknummer ergibt sich daraus, dass der Verein zuerst die Ae 6/6 11403 «Schwyz» übernehmen wollte; diese war jedoch nicht reparierbar defekt, so dass man auf die 11421 als Leihgabe Rückgriff genommen hat.
Die Lok wurde 2015 wieder an SBB Historic zurückgegeben.

### Denkmallokomotive bei Erstfeld
Ab dem Herbst 2006 stand anlässlich des 125-jährigen Jubiläums der Gotthardbahn eine Denkmallokomotive der Reihe Ae 6/6 mit zwei Speisewagen und einem Gepäckwagen auf dem Areal der Autobahnraststätte bei Erstfeld. Die Speisewagen wurden nicht zweckentfremdet – sie waren ein Teil des Restaurants. Zur selben Zeit wurden die Innenräume der Raststätte in Fahrtrichtung Nord umgebaut. Als die Bauarbeiten fertig waren, wurden die Speisewagen, die normalerweise in InterCity-Zügen verkehren, durch Güterwagen ersetzt.
Die ehemalige Ae 6/6 11492 «Emmen» wurde mit dem SBB-Cargo-Design frisch gestrichen und bekam die Bezeichnung Ae 610 492. Im Cargo-Design war sie dann, nachdem sie wieder aufgegleist wurde, bis ins Jahr 2013 unterwegs, bevor sie dann verschrottet wurde. Die einst geplante Umdesignierung infolge der Zuteilung aller Artgenossinnen zur Division Güterverkehr stieß in Kreisen von Eisenbahnfreunden auf Proteste. (Eine hellgrüne Farbe war vorgesehen.) Das neue Denkmal wurde mit einer grossen Bahnhofsuhr am 18. Oktober 2006 eingeweiht. Unter den Festrednern waren auch der Urner Regierungsrat Isidor Baumann, der Tessiner Regierungsrat Marco Borradori und Benedikt Weibel, der scheidende Präsident der SBB-Generaldirektion. Im Herbst 2007 wurde die Lokomotive von der Autobahnraststätte abtransportiert und auf der Gotthardbahn wieder aufgegleist. Bei der technischen Kontrolle wurden gebrochene Radsterne festgestellt. Der Schaden musste behoben werden, bevor die Lok wieder in den Regeldienst kam.

### Verein 11406 Alpnachstad
Der Verein 11406 Alpnachstad wollte die auf den Kanton Obwalden getaufte Ae 6/6 11406 als Denkmallokomotive in Alpnachstad erhalten. Der Verein hatte die Lokomotive langfristig von SBB Historic gemietet.
Die Lokomotive wurde als nicht mehr betriebsfähig ausrangiert und als Ersatzteilspenderin in der Hauptwerkstätte Bellinzona ausgeschlachtet. Ihre Verschrottung war von den SBB schon besiegelt, was vorläufig verhindert wurde. In der Nacht vom 14. auf den 15. Dezember 2006 wurde sie auf der Strasse von Bellinzona nach Alpnachstad transportiert. Nach langer, aber ergebnisloser Suche nach einem Standort in Alpnach wurde die Lok am 17. Juni 2011 in Ennetmoos bis auf den Führerstand, welcher für ein späteres Projekt verwendet werden soll, abgebrochen.

### Denkmallokomotive im Kanton Luzern

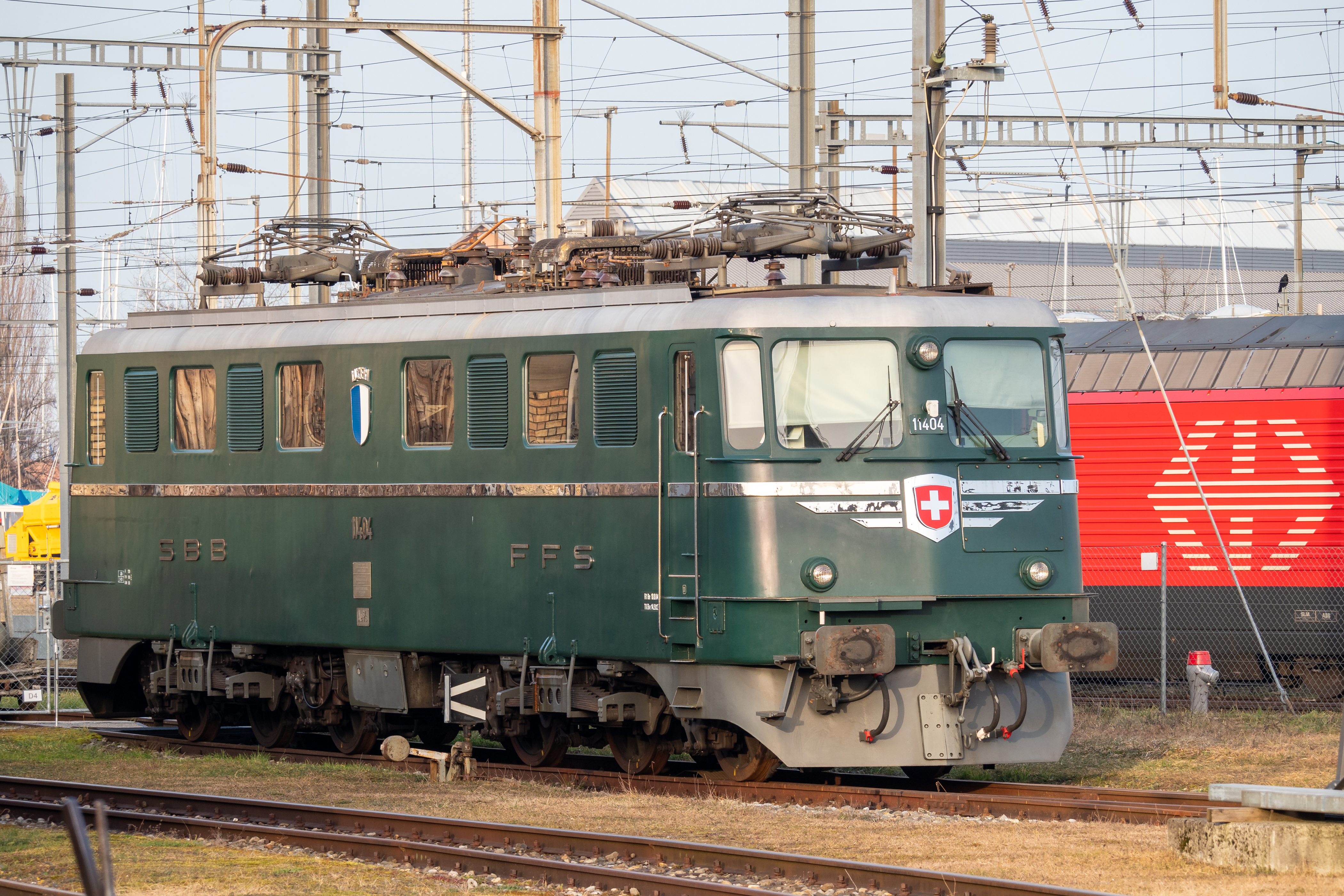
Nr. 11404 "Luzern" beim Locorama in Romanshorn

Zwischen Dagmersellen und Nebikon, auf dem Areal der Galliker Transport AG, steht seit dem Februar 2007 auf Initiative des Seniorchefs Peter Galliker die Ae 6/6 11418 in roter Farbe. Obwohl sie dem Kanton St. Gallen gewidmet war, erhielt sie ein neues Luzerner Kantonswappen. Galliker, ein Stammkunde von SBB Cargo, hatte die dem Abbruch geweihte Maschine in Bellinzona entdeckt und ihr so ein neues Zuhause gegeben. Die eigentliche Kantonslok «Luzern» mit der Nummer 11404 steht aktuell äusserlich aufgearbeitet im Locorama in Romanshorn.

### Denkmallokomotive im Verkehrshaus
Das Verkehrshaus Schweiz hat von SBB Cargo die Ae 6/6 «Schaffhausen» erworben und diese im Verkehrshaus ausgestellt. Die Lok wurde am 31. August 2020 durch den Club del San Gottardo übernommen und nach Biasca überführt. Sie ist nicht betriebsfähig.

## Lokomotivliste
Von den 120 Lokomotiven sind heute noch 13 Stück vorhanden. Sie befinden sich entweder im Besitz von SBB Historic, Vereinen oder privaten Personen. Fett geschriebene Nummern sind betriebsfähige Loks.
| Betriebsnummer | Besitzer                                            | Standort       |
| -------------- | --------------------------------------------------- | -------------- |
| 11401          | SBB Historic                                        | Horb am Neckar |
| 11402          | SBB Historic                                        | Erstfeld       |
| 11404          | Classic Rail                                        | Romanshorn     |
| 11407          | Mikado 1244                                         | Brugg          |
| 11411          | SBB Historic                                        | Erstfeld       |
| 11413          | Club del San Gottardo – Swiss Railpark/St. Gotthard | Biasca         |
| 11418          | Galliker Transport                                  | Altishofen     |
| 11419          | Classic Rail                                        | Luino          |
| 610 420        | Classic Rail                                        | Sissach        |
| 11421          | SBB Historic                                        | Olten          |
| 11424          | Swisstrain/ASPFMN                                   | Le Locle       |
| 11425          | SBB Historic                                        | Olten          |
| 11501          | Swisstrain                                          | Payerne        |